# 농협미래경영연구소
농협미래경영연구소는 농협중앙회 교육지원부문에 속해 있는 계열사이며, 농협중앙회 교육지원부문의 조사연구를 담당하고 있다.
농협경제연구소가 2015년 폐지되면서, 농협중앙회가 미래전략부를 설치하였으나 농업계의 지속적인 비판으로 농협중앙회 미래전략부를 농협미래경영연구소로 재출범하였다. 현재는 다시 농협경제연구소로 명칭을 변경하였다.